# Barbora Špotáková
Barbora Špotáková (Jablonec nad Nisou, 30 de junho de 1981) é uma atleta tcheca, campeã olímpica, mundial e recordista mundial do lançamento do dardo.

## Carreira
Heptatleta no início da carreira, que conseguiu o quarto lugar nesta prova no Campeonato Mundial Júnior de Atletismo de 2000, no Chile, ela foi convencida por seu ídolo, o tcheco tricampeão olímpico do lançamento do dardo Jan Železný, a passar para o dardo, onde ele via o seu maior talento.
Barbora estudou nos Estados Unidos e participou do campeonato norte-americano pela Universidade de Minnesota. Em seu país formou-se como engenheira em ecologia e foi eleita atleta do ano em 2006, 2007 e 2008.
Medalha de ouro no Campeonato Mundial de Atletismo de 2007, em Osaka, Japão, ela  quebrou duas vezes o recorde nacional tcheco no torneio, ultrapassando a marca de 67 metros. Nos Jogos Olímpicos de Pequim, no ano seguinte, ganhou a medalha de ouro com um lançamento de 71,42 m, quebrando o recorde europeu. No mês seguinte, participou de um evento de atletismo em Stuttgart, na Alemanha, o AAF / VTB Bank World Athletics Final, onde quebrou o recorde mundial da cubana Osleidys Menéndez, com a marca de 72,28 m.
Depois de duas medalhas de prata nos Mundiais de Berlim 2009 e Daegu 2011, em Londres 2012 ela conquistou o bicampeonato olímpico com um lançamento de 69,55 m.
Em 2014, ela finalmente conquistou o único grande título que lhe faltava, o de campeã europeia, ao vencer a prova do Campeonato Europeu de Atletismo em Zurique, com a marca de 64,41 m.
Em seus terceiros Jogos Olímpicos, Rio 2016, ficou com a medalha de bronze.
Dez anos depois de seu primeiro título mundial em Osaka, Barbora foi campeã mundial pela segunda vez em Londres 2017, com um lançamento de 66,76 m.